# Michael Epp
Pour les articles homonymes, voir Swanson.
Michael Epp est un acteur germano-britannique né le 19 novembre 1983 à Constance en Bade-Wurtemberg.

## Filmographie

### Cinéma
- 2005 : The Golden Egg : Big Man
- 2007 : Behind Locked Doors: The Triangle Fire : Jacov
- 2007 : Skylights : Jesus Freak
- 2008 : Chignon : Seth
- 2009 : Hey Diddle Diddle : Martin
- 2010 : Stroll : John
- 2011 : Music. Love. Wasted. : John Kaiser
- 2012 : Fanmail : Alex
- 2013 : The Ones You Love : John
- 2013 : The Quick Guide How to Get Famous in Five Minutes, How to Get Somewhere Sometimes : Joost
- 2013 : Erste Liga : Branko
- 2014 : Comtesse : Fahrer
- 2014 : Gefällt mir : un officier de police
- 2015 : Kartoffelsalat - Nicht fragen! : Commissaire Gesetzesbuch
- 2015 : Der Nachtmahr : Schonrath
- 2015 : L'Enfance d'un chef : l'économiste
- 2015 : Und ich so: Äh : Leistungsträger
- 2015 : Die Lizenz zum Check : Bond
- 2016 : Wir sind die Flut : soldat Mike
- 2016 : Les Confessions
- 2016 : No Way Out : le propriétaire de la voiture familiale
- 2016 : Opération Valkyrie : La Peur au ventre : Karl Krauss
- 2016 : Le Procès du siècle : Hans Stark
- 2017 : Another Mother's Son : Weigert
- 2017 : Conspiracy : David Mercer
- 2017 : Dobermann : Vincent
- 2018 : Overlord : un soldat allemand
- 2020 : The Basil Smash : Gernot
- 2020 : Gemmeker : Albert Gemmeker
- 2020 : O Mein Gott. : Hagen Seibold
- 2021 : Devyataev : Gestapovets
- 2021 : Spencer : Lance Jacobs
- 2021 : Le Survivant : SS Kuttner
- 2021 : Uchyonosti plody : Erich Zangler
- 2022 : Complete : Brian
- 2023 : Nyurnberg : Ernst Kaltenbrunner
- 2024 : The Beekeeper : Pettis
- 2024 : The Brutalist : Jim Simpson
- 2024 : Unspoken
- 2025 : The World Will Tremble : Lenz
- 2025 : Fountain of Youth : Praeger
- 2025 : The Chronology of Water

### Télévision
- 2009 : Haine et Passions : Officier Bennett (1 épisode)
- 2013 : Crossing Lines : le directeur de la banque (1 épisode)
- 2013-2014 : Binny et le Fantôme : Charles Furtner et Neuer Mieter (2 épisodes)
- 2014 : Morden in Norden : Michael Rost et Ralf Zimmerman (2 épisodes)
- 2015 : Stralsund : Dr Becker (1 épisode)
- 2015 : En toute amitié : Eric Thalbach (3 épisodes)
- 2016 : Guerre et Paix : un officiel autrichien (1 épisode)
- 2017 : SS-GB : Glott (3 épisodes)
- 2017 : Berlin Station : un journaliste à la maison de Gerhardt (1 épisode)
- 2018 : Soko brigade des stups : Ludwig Eder (1 épisode)
- 2019 : Ransom : Dylan Schulz (1 épisode)
- 2019 : Hanna : un militaire et Lukas Schulz (1 épisode)
- 2022 : Jack Ryan : Yuri Bashkin (1 épisode)
- 2023 : Secret Invasion : Ruben Steiner (4 épisodes)